# Palacio de los Lazcano

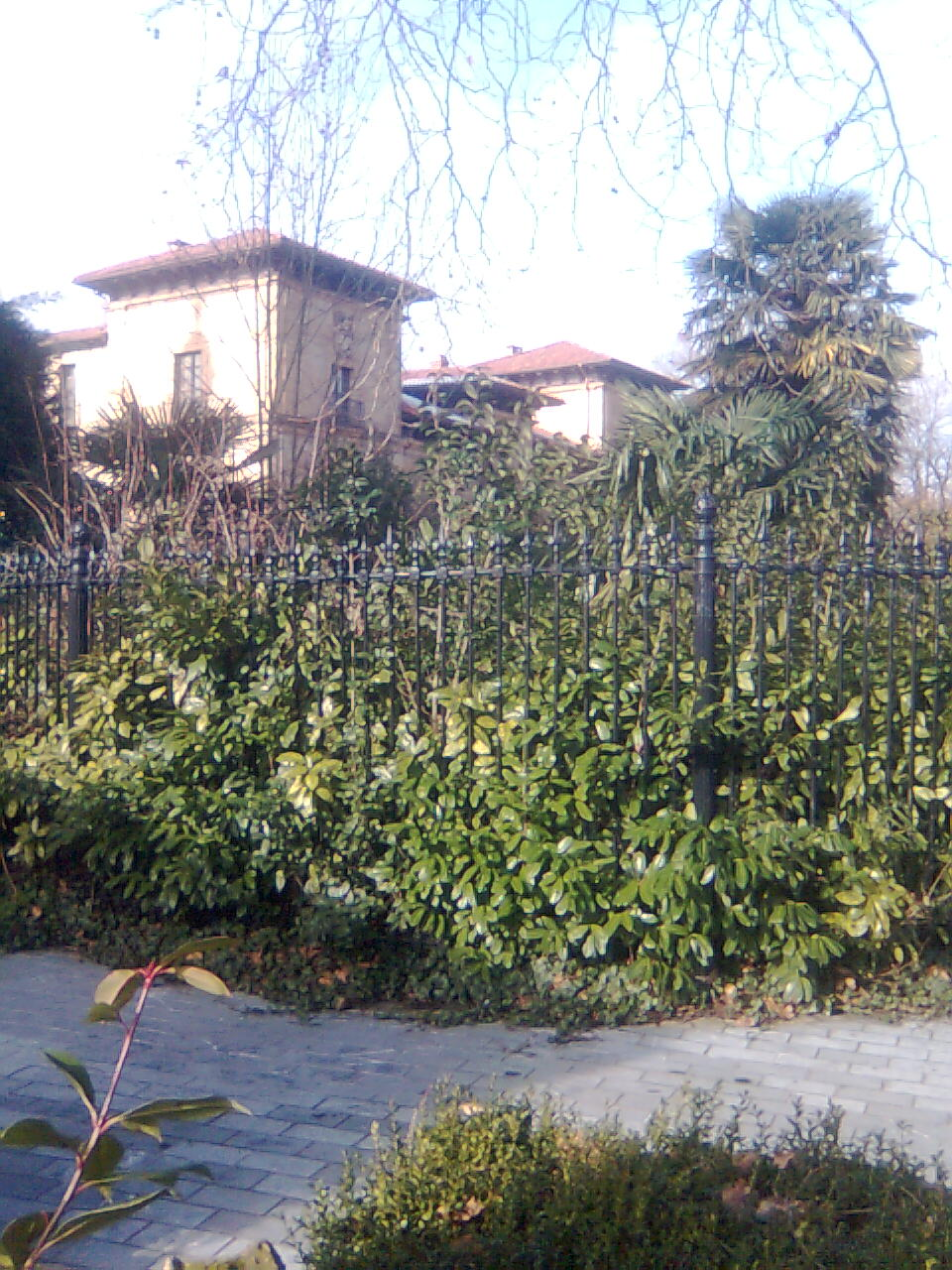
Palacio de los Lazcano (2009).

El palacio de los Lazcano, situado en el casco histórico de la localidad guipuzcoana de Lazcano, en el País Vasco (España), es un edificio de estilo castellano  construido en torno a 1640. Según parece, sería María de Lazcano, esposa del almirante Antonio de Oquendo, quien mandaría erigirlo en el año 1638.
Provisto de patio central de planta cuadrada con fuente central y galería alrededor, su fachada principal está formada por un cuerpo central flanqueado por torres. Edificio de carácter clasicista, cabe pensar que el desconocido tracista pertenecería al foco cortesano castellano. Sea como fuere, es una de las construcciones más señaladas de la época en la provincia. La antigua casa solar del linaje de Lazcano, cuyos cimientos se descubrieron en 1854, se hallaba situada en medio del pueblo al contacto del río y fue demolida por la hermandad de Guipúzcoa en el año de 1457.
La casa de Lazcano es el solar del duque del Infantado, Marques de Valmediano y Señor de Lazcano. 
Destaca el escudo nobiliario en la fachada.